# Nadwrażliwość pokarmowa
Nadwrażliwość pokarmowa, nietolerancja pokarmowa (dawniej: niepożądane reakcje po spożyciu pokarmu) – nieprawidłowa reakcja organizmu na pokarmy, które dla zdrowych osób są nieszkodliwe. Obejmuje alergie pokarmową, która stymuluje działanie systemu odpornościowego i nietolerancję pokarmową, która nie stymuluje działania systemu odpornościowego.
Reakcje nadwrażliwości pokarmowych można podzielić ze względu na mechanizm powstawania:
- immunologiczny
  - reakcje IgE-zależne (typ I nadwrażliwości)
  - reakcje IgE-niezależne (typy II–IV)
- nieimmunologiczny (nietolerancja pokarmowa).

## Alergie pokarmowe

### Nietolerancja pokarmowa IgG-zależna
W przypadku nadwrażliwości typu III kompleksy immunologiczne aktywują układ dopełniacza, co prowadzi m.in. do powstania stanu zapalnego. Gromadzące się w miejscu zapalenia komórki systemu odpornościowego uwalniają wolne rodniki tlenowe i inne substancje, które mogą uszkadzać prawidłowe tkanki. Mechanizmy te są korzystne, gdy uruchamiane są przez antygeny organizmów zakaźnych i prowadzą do zwalczenia infekcji. Te same mechanizmy mogą przynosić szkody, gdy skierowane są przeciwko własnym tkankom (autoimmunizacja), lub przeciwko egzogennym substancjom, które same nie stanowią zagrożenia dla prawidłowego funkcjonowania organizmu – np. przeciwko antygenom pokarmowym.
Człowiek może odczuwać dolegliwości zdrowotne, gdy stężenie kompleksów immunologicznych osiągnie wartości przekraczające zdolności organizmu do kompensacji skutków ich obecności. Procesy zapalne rozwijają się w przez wiele godzin lub dni od kontaktu z antygenem prowokującym reakcje nadwrażliwości typu III. Z tego powodu identyfikacja pokarmów przyczyniających się do rozwoju zaburzeń zdrowotnych bywa trudna i niepewna. W przypadku utrzymujących się objawów, których prawdopodobną przyczyną jest nietolerancja pokarmowa, często zaleca się dietę eliminacyjną polegającą na zaniechaniu spożywania szeregu składników pokarmowych, a po osiągnięciu poprawy zdrowia stopniowym przywracaniu odstawionych pokarmów. Ta uciążliwa, czasochłonna i nieprecyzyjna metoda prób i błędów stała się prostsza i efektywniejsza, gdy zaproponowano, aby eliminację szkodzących pokarmów z diety oprzeć na wynikach badania krwi. Badanie to polega na oznaczeniu we krwi pacjenta poziomu przeciwciał klasy IgG specyficznych dla określonych antygenów pokarmowych.
Przykłady dolegliwości mogących mieć podłoże w nietolerancji pokarmowej IgG-zależnej:
- migrena[4][5]
- fibromialgia[6][7]
- zespół jelita drażliwego[8]
- wiele objawów o charakterze przewlekłym[9]

## Niealergiczna nadwrażliwość pokarmowa
Do nietolerancji pokarmowych o podłożu nieimmunologicznym zalicza się zaburzenia trawienia składników pokarmowych, np.:
- nietolerancję laktozy
- nietolerancję skrobi
- wrodzony niedobór sacharazy, z którym zawsze współwystępuje niedobór izomaltazy
- pierwotną nietolerancję monosacharydów.

Nietolerancja laktozy jest najbardziej powszechnym typem nietolerancji żywności. Ludzie cierpiący na nietolerancję laktozy nie posiadają wystarczającej ilości enzymu laktazy do trawienia cukru laktozy znajdującego się w mleku. Innymi typami często występującej nietolerancji są nietolerancja fruktozy, glutenu, alkoholu, wybranych typów błonnika oraz dodatków do żywności takich jak wzmacniacze smaku (MSG) czy konserwanty (sulfid) używane w żywności.